# 濱島悠輔
濱島 悠輔（はましま ゆうすけ、1985年3月17日 - ）は、日本のラグビー選手。

## プロフィール
- 鹿児島県鹿児島市出身。
- ポジションはウィング(WTB)、フルバック（FB）。
- 身長 180cm、体重 88kg
- ニックネームはハマ、ユウちゃん。
- U19日本代表[1]やU23日本代表[2]に選ばれたことがある。

## 来歴
中学まではサッカーをしており、鹿児島実業高校1年からラグビーを始める。高校時代には高校日本代表に選ばれた。
2003年、高校卒業後、明治大学に入学。
2007年、明治大学卒業後、神戸製鋼コベルコスティーラーズに加入。同年10月28日に行われたジャパンラグビートップリーグ第1節のNECグリーンロケッツ戦に途中出場で公式戦初出場を果たした。
2012年、結婚。
2017年、神戸製鋼コベルコスティーラーズを退団した。神戸製鋼での公式戦出場は通算69試合であった。